# Patrick Lichfield

Lichfields vapensköld

Thomas Patrick John Anson, 5:e earl av Lichfield, känd som Patrick Lichfield, född 25 april 1939 i London, död 11 november 2005 i Oxford, var en brittisk fotograf.
Han var son till Thomas William Anson, viscount Anson (1913-1958), och Anne Bowes-Lyon (1917-1980), som var brorsdotter till den brittiska drottningmodern Elizabeth Bowes-Lyon; kusin till drottning Elizabeth II av Storbritannien. Föräldrarna skilde sig 1948 och 1950 gifte hans mor om sig med prins Georg av Danmark, son till prins Axel av Danmark. Han ärvde 1960 grevevärdigheten från sin farfar.
Han erhöll sin skolutbildning vid Harrow och militärakademin Sandhurst. Han hade tyckt om att fotografera ända sedan barnsben och började arbeta som fotografassistent. Snart gjorde han karriär på egen hand och blev känd på 1960-talet med sina bilder av "Swinging London".
Han tog också en mängd bilder av kungligheter, bland annat de officiella fotografierna vid bröllopet mellan prins Charles och Diana Spencer, samt bilder på en rad kändisar. Hans fotografier förekom ofta i tidskrifter såsom Life och Vogue.
Lichfield avled av en stroke, 66 år gammal.